# سقريط مارد
السِّقريط المارِد هو نوع من الخنافس من جنس سقريط التي تنتمي إلى فصيلة خنفساء الأرض.

## التوزع
يوجد هذا النوع في فرنسة واليونان وإيطاليا وإسبانيا وشمال إفريقيا.

## الصور

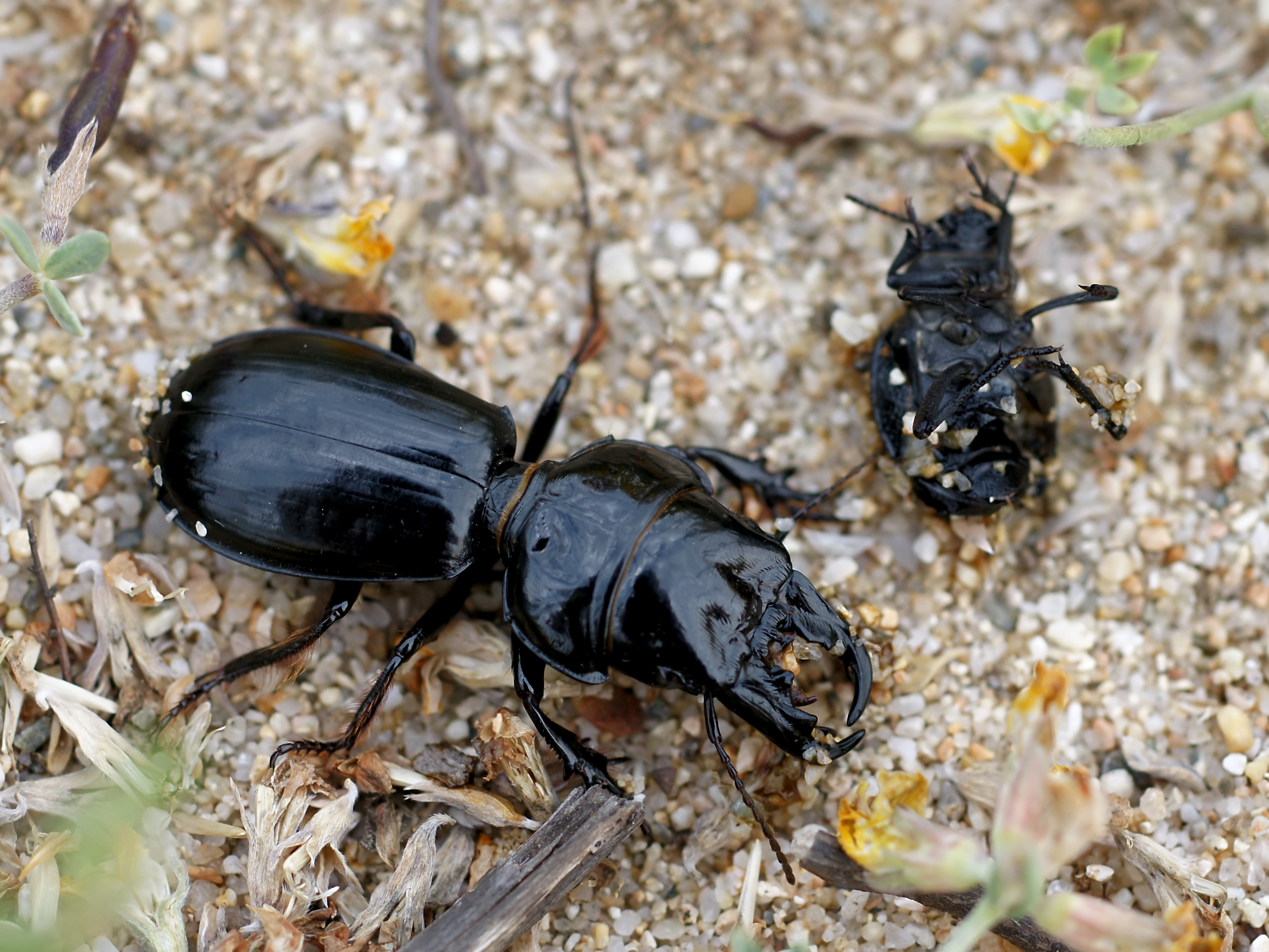
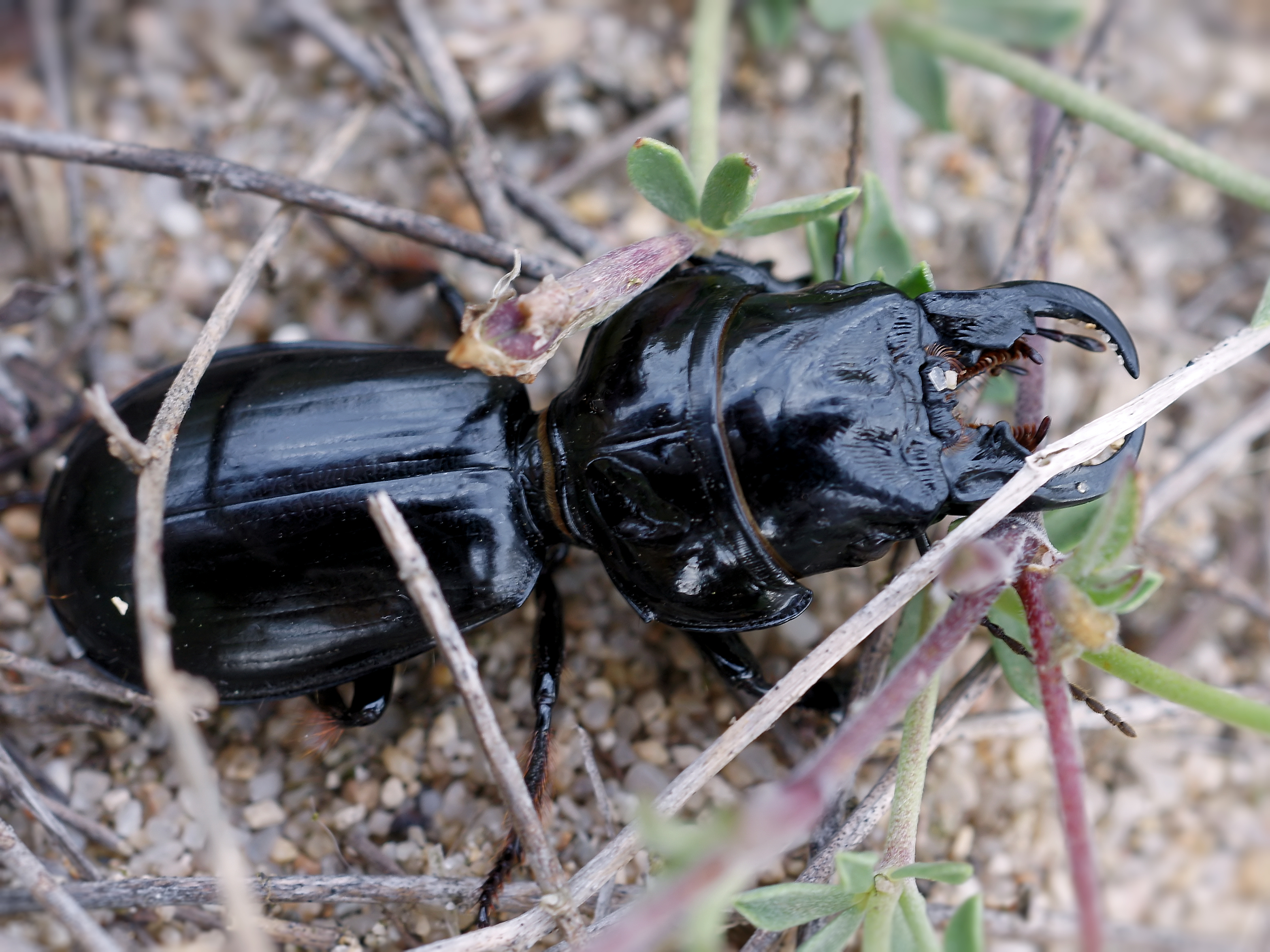
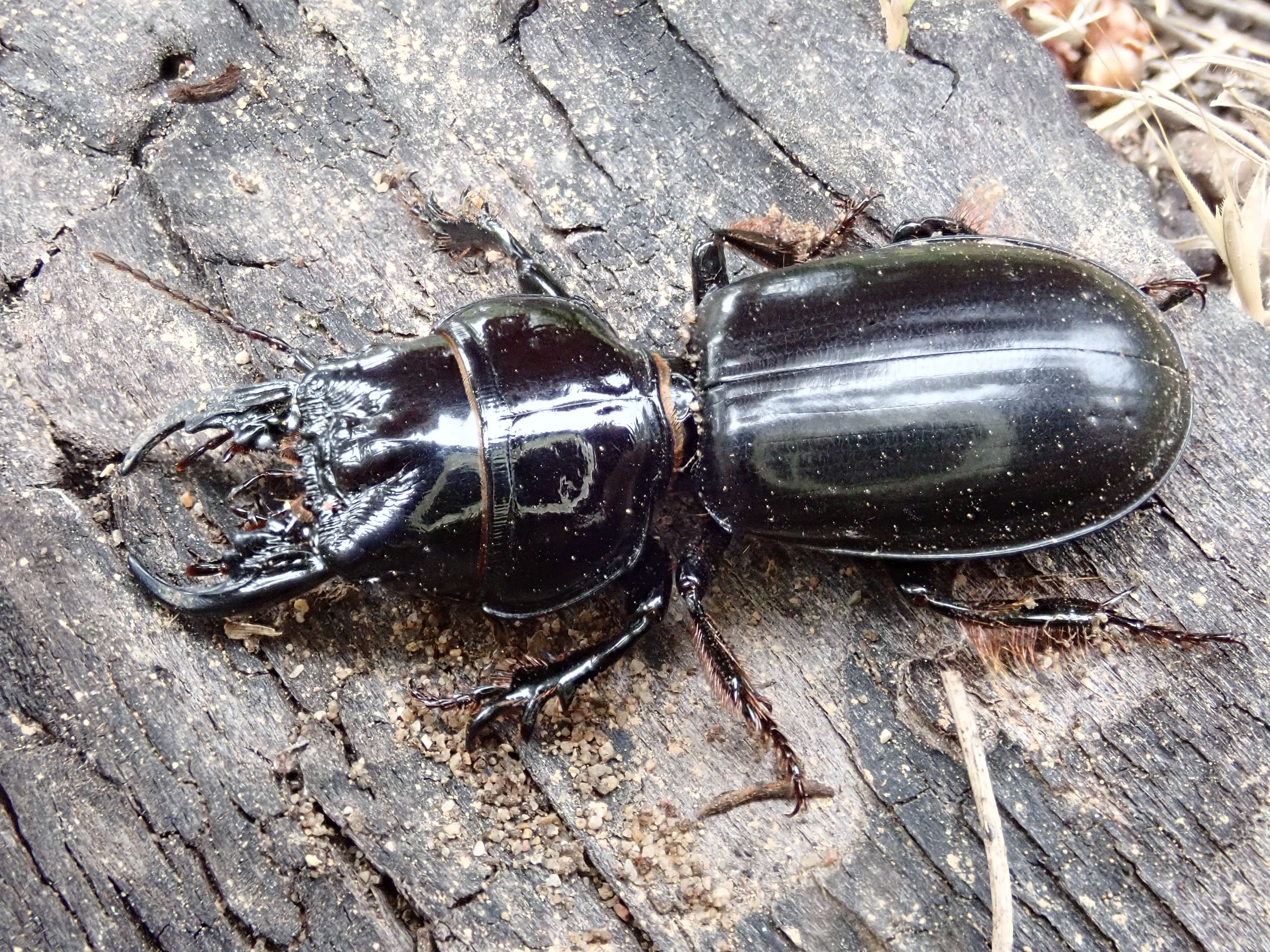